# Petricola californiensis
Petricola californiensis är en musselart som beskrevs av Henry Augustus Pilsbry och Lowe 1932. Petricola californiensis ingår i släktet Petricola och familjen Petricolidae. Inga underarter finns listade i Catalogue of Life.